# Girvan Yuddha Bikram Shah
Girvan Yuddha Bikram Shah (Katmandu, 19 ottobre 1797 – Katmandu, 20 novembre 1816) è stato re del Nepal dal 1799 al 1816.